# Ianiropsis longiantennata
Ianiropsis longiantennata är en kräftdjursart som beskrevs av Thielemann 1910. Ianiropsis longiantennata ingår i släktet Ianiropsis och familjen Janiridae. Inga underarter finns listade i Catalogue of Life.